# Intimité (filme)
Intimité (em Portugal: Intimidade) é um filme e o primeiro em língua inglesa do realizador francês Patrice Chéreau. Foi estreado nos Estados Unidos da América em 2001, no Festival de Cinema de Sundance.

## Sinopse
Jay (Mark Rylance) e Claire (Kerry Fox) são um casal que vive uma relação passional e encontram-se todas as tardes de quarta-feira por um único motivo: sexo. Fazem sempre o mesmo ritual: despem-se, fazem amor, vestem-se e partem sem dizer uma só palavra. Sentem-se sempre um pouco embaraçados, mas nada têm a dizer um ao outro e também nada sabem sobre a vida de cada um.
Um dia, Jay decide conhecer melhor sua parceira. Segue-a e descobre que ela é uma actriz, casada e com um filho. O seu marido é um simpático taxista, com quem Jay faz amizade. Ao saber do facto, Claire desaparece. Mas Jay não se conforma e parte no seu encalço.

## Premiações
- Urso de Ouro - 2001 (Berlim)